# Красный террор в Крыму
Кра́сный терро́р в Крыму́ — красный террор, проводившийся на территории Крымского полуострова в 1920—1921 годах после установления в указанном регионе советской власти. С ноября 1920 года по конец 1921 года в Крыму физически уничтожались все «классовые враги» советского государства, оставшиеся на полуострове после Крымской эвакуации армии Врангеля. Карательные меры были санкционированы центральным большевистским руководством и организовывались властью на местах.
В коллективном труде французских историков «Чёрная книга коммунизма» эти события названы «самыми массовыми убийствами за всё время гражданской войны». По официальным советским данным, только в крупнейших городах полуострова было расстреляно более 56 000 человек. Известный писатель, участник этих событий И. Шмелёв, ссылаясь на материалы союзов врачей Крыма, оценивает число жертв террора в 120 000 человек. Редактор «Нового Журнала» Роман Гуль в одной из глав своей книги «Я унёс Россию…» (Сент. 1978) приводит приблизительно те же цифры. Историк С. Мельгунов также называет число 120 000 жертв. Другие современники событий называли числа до 150 тыс. жертв. Историк И. С. Ратьковский в своём исследовании приводит цифру 12 000 человек.

## Теоретическое обоснование допустимости массового террора
Террор всегда входил в теоретически обоснованные и приемлемые средства борьбы российских революционных партий, таких как эсеры, анархисты, большевики. Последние, отвергая (но всё равно применяя на практике) индивидуальный террор, оправдывали применение массового террора в период «наивысшего обострения классовой борьбы» — пролетарской революции. При этом сама идея применения массового террора родилась в среде высшего руководства этой партии. Для большевиков террор был лишь тактическим способом достижения целей — уничтожения врагов и запугивания неопределившихся.
Выдвинув с началом Первой мировой войны лозунг «Превратим империалистическую войну в войну гражданскую!», психологически большевики были готовы развязать гражданскую войну, сопровождавшуюся массовым террором, ради превращения мировой войны в мировую революцию. Не отказались большевики от идеи проведения террора, в определённых условиях, и после окончания Гражданской войны.

## Предыстория
6 декабря 1920 года Владимир Ленин заявил: «Сейчас в Крыму 300 000 буржуазии. Это источник будущей спекуляции, шпионства, всякой помощи капиталистам. Но мы их не боимся. Мы говорим, что возьмём их, распределим, подчиним, переварим.» 
Городское население Крыма в основном было критически настроено к советской власти. За время гражданской войны в крымских городах оказалось большое количество людей, относимых большевистской властью к «старому режиму» (представители высшего дворянства, деятели небольшевистских партий, интеллигенция, офицеры и другие). В те же годы имело место мощное татарское национальное движение, враждебное большевикам, влиятельное в сельской местности. Новая власть не имела массовой поддержки. Численность местных коммунистов была невелика, и качество их управленческой работы было низкое. Все эти факторы подталкивали большевиков к чрезвычайным методам управления, что на практике вылилось в организованный ими массовый террор.
После заключения перемирия с Польшей на польском фронте советское правительство смогло произвести перегруппировку своих армий и сосредоточиться на уничтожении Русской армии Врангеля, закрепившейся в Крыму. 21 сентября 1920 года был образован Южный фронт под командованием М. В. Фрунзе, которому была поставлена задача «не допустить новой зимней кампании». 7 ноября 1920 года началось наступление Южного фронта на оборонительные позиции Русской армии. К 10 ноября 1920 года белые были опрокинуты с оборонительных позиций на Перекопе и Сиваше. 11 ноября 1920 года, когда белые были сбиты и с Ишуньских позиций, Главнокомандующий и Правитель Юга России П. Н. Врангель издал приказ об эвакуации и разъясняющее сообщение, которые были разосланы «для широкого оповещения» во все крымские города: «в виду объявления эвакуации для желающих офицеров, других служащих и их семейств, правительство Юга России считает своим долгом предупредить всех о тех тяжких испытаниях, какие ожидают приезжающих из пределов России. Недостаток топлива приведёт к большой скученности на пароходах, причём неизбежно длительное пребывание на рейде и в море. Кроме того совершенно неизвестна дальнейшая судьба отъезжающих, так как ни одна из иностранных держав не дала своего согласия на принятие эвакуированных. Правительство Юга России не имеет никаких средств для оказания какой-либо помощи как в пути, так и в дальнейшем. Всё это заставляет правительство советовать всем тем, кому не угрожает непосредственной опасности от насилия врага — остаться в Крыму».
13 ноября 1920 года части 2-й Конной армии и 51-й дивизии заняли Симферополь:209, к 17 ноября 1920 года все крымские города были под властью большевиков. По данным советской энциклопедии «Гражданская война в СССР», в плен попало 52,1 тысячи военнослужащих армии Врангеля, а по данным крымского историка В. М. Брошевана — 54 696. По утверждению украинского историка Т. Б. Быковой, в советской историографии дата 16 ноября 1920 года называлась днём окончания Гражданской войны на Юге России, однако, по её мнению, гражданская война продолжилась: после этой даты она велась преимущественно с безоружным населением, прежде всего с военнопленными, а также с гражданскими лицами, отнесёнными советской властью к числу классовых врагов.

### Обещание амнистии в случае капитуляции
Командование красным Южным фронтом сегодня послало радио Врангелю, в котором предлагает ему сдаться советским войскам в 24-часовой срок. При добросовестном исполнении этого всем бойцам Крымской армии гарантируется жизнь и желающим свободный выезд за границу.

Офицеры, солдаты, казаки и матросы белой армии!

Борьба на юге заканчивается полной победой советского оружия. Пали Краснов и Деникин, завтра падёт Врангель. Все попытки восстановить в России капиталистический строй с помощью иностранных империалистов кончились позорно. Великая революция победила, великая страна отстояла свою целостность.

Белые офицеры, наше предложение возлагает на Вас колоссальную ответственность. Если оно будет отвергнуто и борьба будет продолжаться, то вся вина за бессмысленно пролитую русскую кровь ляжет на Вас. Красная Армия в потоках Вашей крови утопит остатки крымской контрреволюции. Но мы не стремимся к мести. Всякому, кто положит оружие, будет дана возможность искупить свою вину перед народом честным трудом. Если Врангель отвергнет наше предложение, Вы обязаны положить оружие против его воли. Создавайте революционные комитеты и сдавайтесь. Не забывайте, что дело идёт о жизни десятков тысяч вовлечённых Вами в борьбу против Советской России людей. 

Одновременно с этим нами издаётся приказ по советским войскам о рыцарском отношении к сдающимся противникам и о беспощадном истреблении всех тех, кто поднимает оружие против Красной Армии.

Откажитесь от позорной роли лакеев иностранных империалистов. В настоящий грозный час будьте с Россией и её народом.
Реввоенсовет Южного фронта.
12 ноября 1920 года.
Вопрос об объявлении амнистии сдавшимся советской власти особо рассматривается в исследованиях, посвящённых крымским событиям осени 1920 года. Предложения амнистии крымских белых войск появились ещё в апреле 1920 года. 12 сентября 1920 года газета «Правда» опубликовала «Воззвание к офицерам армии барона Врангеля» за подписями председателя ВЦИК М. И. Калинина, председателя Совнаркома В. И. Ленина, наркома по военным и морским делам Л. Д. Троцкого, главкома С. С. Каменева и председателя Особого совещания при главкоме А. А. Брусилова: «…Честно и добровольно перешедшие на сторону Советской власти не понесут кары. Полную амнистию мы гарантируем всем переходящим на сторону Советской власти. Офицеры армии Врангеля! Рабоче-крестьянская власть последний раз протягивает вам руку примирения».
11 ноября 1920 года Реввоенсовет (РВС) Южного фронта по радио обратился к главнокомандующему Русской армией П. Н. Врангелю с предложением:508: 

Ввиду явной бесполезности дальнейшего сопротивления ваших войск, грозящего лишь бесполезным пролитием новых потоков крови, предлагаю вам немедленно прекратить борьбу и положить оружие со всеми подчинёнными вам войсками армии и флота.
В случае принятия вами означенного предложения РВС Южфронта на основании предоставленных ему Центральной Советской Властью полномочий гарантируем вам и всем кладущим оружие полное прощение по всем проступкам, связанным с гражданской борьбой.
Всем, не желающим работать в Советской России, будет обеспечена возможность беспрепятственного выезда за границу при условии отказа под честным словом от всякого участия в дальнейшей борьбе против Советской России. Ответ по радио ожидается не позднее 24 часов 12 ноября 1920 года.— Командующий Южным фронтом Михаил Фрунзе,
член Реввоенсовета И. Т. Смилга, М. К. Владимиров, Б. М. Кун.
Ст. Мелитополь 11 ноября 24 часа.
В этот же день был издан «Приказ Реввоенсовета Южного фронта об успешном продвижении войск Красной армии в Крыму и об отношении к пленным», который гласил: 

Солдаты Красной армии! Наши доблестные части, прорвав укреплённые позиции врага, ворвались в Крым… РВС Южного фронта послал радиограмму Врангелю, его офицерам и бойцам с предложением сдаться в 24 часа, срок, который обеспечивает сдающимся врагам жизнь и желающим — свободный выезд за границу… РВС Южного фронта призывает всех бойцов Красной армии щадить сдающихся и пленных. Красноармеец страшен только для врага. Он рыцарь по отношению к побеждённым
От Врангеля ответа не последовало. Более того, Врангель скрыл от личного состава своей армии содержание радиообращения, приказав закрыть все радиостанции, кроме одной, обслуживаемой офицерами. Отсутствие ответа позволило впоследствии советской стороне утверждать, что предложение об амнистии формально было аннулировано.
12 ноября 1920 года Реввоенсовет Южфронта направил противнику ещё одно сообщение, в котором информировал «офицеров, солдат, казаков и матросов», что Врангелю сделано предложение о сдаче и что по красным войскам изданы приказы о рыцарском отношении к сдающимся и беспощадном истреблении тех, кто продолжит сопротивление. В обращении указывалось, что если это предложение будет добросовестно принято, то всем военнослужащим Русской армии гарантируется жизнь, а желающим покинуть пределы Советской России — беспрепятственная возможность выезда. В случае если Врангель отвергнет предложение, военнослужащим его армии предлагалось сдаваться самостоятельно:509. Л. М. Абраменко считает, что это обращение, по всей вероятности, стало широко известно в войсках Русской армии.
Обращения советской стороны и сообщение Южнорусского правительства к военнослужащим Русской армии и вообще к населению Крыма привели к тому, что часть лиц, которые могли бы быть эвакуированы, предпочли остаться на полуострове. Одним из аргументов в пользу такого решения послужили также воспоминания о «втором приходе» советской власти в Крым весной 1919 года, который, в основном, обошёлся без физического насилия.
Советник юстиции Л. М. Абраменко, написавший несколько историко-юридических работ по теме советских репрессий, полагал, что сдававшиеся офицеры и солдаты Русской армии фактически выполнили все условия, по которым им была обещана амнистия, а командование Русской армии и все эвакуировавшиеся военнослужащие выполнили условия ультиматума частично — они прекратили сопротивление, что было главным условием, оставили почти всё военное снаряжение и вооружение и не разрушили военные сооружения, базы и городскую инфраструктуру. Их действия полностью соответствовали условиям Международной конвенции «О законах и обычаях сухопутной войны».
И Л. М. Абраменко, и историк Т. Б. Быкова, писали, что обещания амнистии были только словами — большевистское руководство не намеревалось амнистировать участников Белого движения при любом развитии событий. Красные загодя готовились к так называемой «крымской операции», формировали на Южном фронте чекистские подразделения, комендантские, конвойные и расстрельные команды, мобилизовали в центральной России сотни профессиональных и безжалостных организаторов террора.

## Краснопартизанский и стихийный террор
Спонтанные и бесконтрольные убийства начались в Крыму, ещё когда шло отступление Русской армии к крымским портам. Преследующие белых красноармейские части, части анархистов-махновцев, заброшенные в Крым красные диверсионные отряды, а также красно-зелёные партизаны, спустившиеся с Крымских гор, расправлялись с захваченным в плен противником.
В партизанских отрядах преобладали бандитские элементы. Нападая на отставшие группы белых, партизаны расстреливали захваченных в плен, предварительно разоружив и раздев донага своих жертв. По оценке члена Крымревкома Ю. П. Гавена, во время отступления Крымской армии партизаны расстреляли не менее 3000 человек, это же число жертв приводил исследователь К. В. Скоркин. Красный партизан Г. Кулиш оставил воспоминания, которые исследователь Д. В. Соколов оценил как характерные, в которых описывал, что красные партизаны отбирали у рядовых Русской армии, которые отказывались присоединиться к партизанам, всю одежду и отпускали в таком виде на оледеневшую от первых заморозков дорогу, а офицеров просто убивали. Множество офицеров и юнкеров были убиты при занятии города Карасубазар. Овладев городом партизаны тут же арестовали около сотни «вредных советской власти элементов» из местных жителей и расстреляли большинство из них.
Схожие воспоминания оставил и попавший в плен поэт Иван Савин: 

Хлынувший за большевистской пехотой большевистский тыл раздевал уже догола, не брезгая даже вшивой красноармейской гимнастёркой, только что милостиво брошенной нам сердобольным махновцем… Бывали случаи, когда один и тот же гражданин по четыре раза подвергался подобному переодеванию, так как следующий за первым солдат оказывался ещё оборваннее и соблазнялся более целой одеждой своего предшественника…
Занятие красными городов сопровождалось разграблением винных складов, что приводило к усилению уровня насилия. Красные командиры были вынуждены намеренно уничтожать содержимое складов, выливая вино из бочек, чтобы скорее прекратить пьянство и восстановить хоть какой-нибудь порядок.

## Вопрос об инициаторах организованного террора
В современной российской историографии преобладает точка зрения, что массовый террор в Крыму инспирировался большевистским центром:21—25, впрочем, при ещё встречающихся случаях террора, инициированного снизу:506.
Историк Ишин писал, что массовый террор в Крыму в конце 1920—1921 годах был развязан руководством РКП(б) и был вполне закономерен, так как массовый террор был идеологически обоснован лидерами РКП(б) ещё ранее. Целью этого террора, по его мнению, являлось уничтожение возможно большего числа потенциальных «классовых врагов». В качестве обоснования своего тезиса Ишин обратился к ряду документов и высказываний лидеров большевизма и ВЧК периода Гражданской войны и крымской операции. 28 июня 1920 года член Реввоенсовета РСФСР И. В. Сталин направил телеграмму Л. Д. Троцкому, в которой писал, что приказ «о поголовном истреблении врангелевского комсостава» планировалось дать к моменту начала общего наступления на Крым:506.
Зарубины считают, что Ленин сначала был не против амнистии для крымских войск Врангеля, но узнав о предложении Реввоенсовета Южного фронта, он 12 ноября 1920 года дал куда более жёсткие указания: «Шифром По прямому проводу РВС Южфронта Копия Троцкому Только что узнал о Вашем предложении Врангелю сдаться. Крайне удивлён непомерной уступчивостью условий. Если противник примет их, то надо реально обеспечить взятие флота и невыпуск ни одного судна; если же противник не примет этих условий, то, по-моему, нельзя больше повторять их и нужно расправиться беспощадно»:209.
16 ноября 1920 года Ф. Э. Дзержинский дал указание очистить Крым от контрреволюционеров. В секретной шифрованной телеграмме начальнику особого отдела Юго-Западного и Южного фронтов В. Н. Манцеву Дзержинский писал: «Примите все меры, чтобы из Крыма не прошли на материк ни один белогвардеец… Будет величайшим несчастьем республики, если им удастся просочиться. Из Крыма не должен быть пропускаем никто из населения и красноармейцев». На следующий день ревком начал кампанию красного террора против оставшихся в Крыму офицеров Русской армии и других граждан. Хотя в шифровке не содержалось явных указаний начать именно массовую ликвидацию «классовых врагов», историки трактуют её как «приказ о начале операции», полагая, что такие инструкции могли быть даны устно. Официальное же обоснование введения упомянутой в телеграмме Дзержинского блокады полуострова было дано спустя неделю: было объявлено, что путём жёсткого запрета покидать территорию Крыма советская власть борется с эпидемиями — сыпного и возвратного тифа и оспы. Запрет на свободное перемещение просуществовал в Крыму до осени 1921 года.
22 ноября 1920 года Наркомвоенмор Л. Д. Троцкий направил своим подчинённым М. В. Фрунзе и члену РВС Южного фронта С. И. Гусеву телеграмму, напоминая, какие задачи стоят перед особой тройкой и как действовать, чтобы усыпить недоверие бывшего противника: «Необходимо всё внимание сосредоточить на той задаче, для которой создана „тройка“. Попробуйте ввести в заблуждение противника через агентов, сообщив…, что ликвидация отменена или перенесена на другой срок».
6 декабря 1920 года В. И. Ленин, выступая на совещании актива московских большевиков, заявил: «Сейчас в Крыму 300 000 буржуазии. Это источник будущей спекуляции, шпионства, всякой помощи капиталистам. Но мы их не боимся. Мы говорим, что возьмём их, распределим, подчиним, переварим». Заместитель председателя Реввоенсовета РСФСР Э. М. Склянский в своих телеграммах в Крымский РВС писал: «Война продолжится, пока в Красном Крыму останется хоть один белый офицер». Бела Кун отреагировал на телеграмму Склянского так: «Крым — это бутылка, из которой ни один контрреволюционер не выскочит, а так как Крым отстал на три года в своём революционном развитии, — то быстро подвинем его к общему революционному уровню России…».
По выражению историков Зарубиных, «заводной ключ к механизму террора находился в Москве. Отсюда были присланы заправилы — Бела Кун и Землячка, а также один из руководителей государства — Г. Л. Пятаков, направленный для общего руководства акцией». О том, что Пятаков был направлен в Крым для руководства акцией пишет и историк Быкова. По мнению Зарубиных, ЦК партии большевиков не случайно остановил свой выбор на Бела Куне — венгерском революционере, который пережил поражение революции в своей стране и считал, что имеет право люто ненавидеть буржуазию и её «ставленников». В своей работе 2013 года В. Г. Зарубин писал, что, хотя принято считать, что главными вдохновителями и организаторами террора в Крыму были Бела Кун и Землячка, карательные акции, несомненно, начались по приказу из Москвы. Историк писал, что ни Бела Кун, ни Землячка не могли отдавать приказы непосредственным исполнителям этих акций — работникам особых отделов, сотрудникам ЧК и военным, но что командными полномочиями обладал М. В. Фрунзе. Фрунзе, поощряя тех, кто особенно себя проявил в актах террора, становился в круг его организаторов. Одобрительная резолюция Фрунзе имеется на наградном листе начальника особого отдела Южного фронта Ефима Евдокимова.
По мнению историка В. М. Брошевана, к исполнителям расстрела белых в Крыму можно отнести как тех, кто непосредственно осуществлял репрессии в отношении врангелевцев и буржуазии, так и их руководителей, к которым он относит Политбюро РСДРП(б) в полном составе, Революционный Совет Республики в полном составе, РВС Южного фронта и подчинявшиеся ему РВС армий, коллегию ВЧК в полном составе и Управление Особых отделов ВЧК в полном составе:21—25.
Само же руководство большевиков обвинения в организации столь массового крымского террора отрицало. В качестве иллюстрации Ишин приводит фрагмент воспоминаний писателя В. В. Вересаева о его разговоре с Ф. Э. Дзержинским (разговор между ним и Дзержинским состоялся в январе 1923 года при обсуждении возможности выхода в свет романа о Крымских событиях «В тупике»). На вопрос писателя о причинах столь массовых казней, Дзержинский ответил:

…были уничтожены тысячи людей. Я спрашивал Дзержинского, для чего всё это сделано? Он ответил: 
 — Видите ли, тут была сделана очень крупная ошибка. Крым был основным гнездом белогвардейщины. И чтобы разорить это гнездо, мы послали туда товарищей с совершенно исключительными полномочиями. Но мы никак не могли думать, что они так используют эти полномочия. 
 Я спросил: 
 — Вы имеете в виду Пятакова? (Всем было известно, что во главе этой расправы стояла так называемая «пятаковская тройка»: Пятаков, Землячка и Бела Кун). 
 Дзержинский уклончиво ответил: 
 — Нет, не Пятакова. 
 Он не сказал, кого, но из неясных его ответов я вывел заключение, что он имел в виду Бела Куна.

## Формирование крымских карательных органов
…
§ 4. Всем оставшимся в данной местности офицерам, чиновникам, добровольцам и юнкерам белой (Врангелевской) армии в указанный срок ___ явиться в особое отделение.
§ 5. О всех бежавших с белогвардейцами граждан, знающих последних, обязаны в указанный выше срок лично заявить особому отделению.
§ 6. Не исполняющие настоящего приказа будут подвергаться суду полевого ревтрибунала, а в нужных случаях подвергаться высшей мере наказания — расстрелу на месте.
Нач. особого отделения — ___
Нач. агентуры — ___
Секретарь — ___
Бланк заранее заготовленного приказа, который расклеивался во всех населённых пунктах Крыма по занятию их Красной армией. Найден исследователем Л. М. Абраменко в архивных делах репрессированных
Для организации массового уничтожения «классовых врагов», оставшихся в Крыму после эвакуации, центральная власть направила в Крым Р. С. Землячку, Белу Куна и одного из руководителей советского государства Г. Л. Пятакова, который должен был осуществлять общий надзор над карательной акцией. Бела Кун и Землячка несли основную ответственность за организацию и проведение в Крыму красного террора.
Как сообщил на IV Крымской областной конференции РКП(б) в мае 1921 года председатель Крымревкома Шабулин, с ноября 1920 по март 1921 года для наведения порядка в Крым прибыло 1360 человек. Имея опыт применения красного террора в России, прибывшие оттесняли «мягкотелых» местных руководителей.
Полномочиями по уничтожению «осиного гнезда контрреволюции» в Крыму обладали одновременно ряд органов — армейские особые отделы, отделы ЧК разных ведомств — морская ЧК, транспортная ЧК и тому подобное, каждый из которых действовал самостоятельно, не только не согласовывая свои действия с другими, но и зачастую конкурируя с ними за получение «сфер влияния». Ревком Крыма не согласовывал работу всех этих подразделений. Только в апреле 1921 года, с созданием Крымской областной чрезвычайной комиссии (КОЧК), работа органов ЧК в Крыму была централизована .

### Ревкомы Крыма
Ещё в Мелитополе 14 (по другим данным — 16) ноября 1920 года по обычному в то время порядку — когда власть над местностью, занятой или только планируемой к занятию Красной армией, командиры воинских частей передавали собственными приказами большевистским ревкомам — по мнению ряда авторов, на совместном заседании членов реввоенсовета 6-й армии Южного фронта и Крымского областного комитета РКП(б) (образованного, к слову, в тот же день) был сформирован Крымский революционный комитет — высший и чрезвычайный орган власти на полуострове, призванный выполнять властные функции до тех пор, пока не начнут работу советские органы мирного времени.
По другим данным, Революционный Комитет Крыма «в составе председателя — члена РВС Южного фронта Бела Куна и членов: А. Лиде, Гавена, Меметова, Идрисова и Давыдова-Вульфсона» был образован 16 ноября 1920 года «секретным, не подлежащим оглашению» приказом № 215/51 по армиям Южного фронта. В приказе говорилось, что образование Ревкома производилось в соответствии с постановлением ВЦИК от 24 октября 1920 года и с постановлением РВС Южного фронта № 87 от 14 ноября 1920 года. Ревкому предоставлялось право кооптировать в Крыму ещё одного члена ревкома. Приказ был подписан пом. командюжфронта Авксентьевым, членом РВС фронта Гусевым и нач. штаба фронта Паукой. По мнению историка В. М. Брошевана, этот документ не позволяет согласиться с утверждением о том, что Крымский ревком был образован 16 ноября на совместном заседании РВС 6-й армии и обкома РКП(б):13.
Приказ № 1 Крымревкома от 16 ноября 1920 года гласил: «1. Впредь до избрания рабочими и крестьянами Крыма Советов вся власть на территории Крыма принадлежит Крымскому революционному комитету, образованному в следующем составе: председатель тов. Бела Кун, зам. председателя тов. Гавен, члены: Меметов, Идрисов, Лиде, Давыдов.…» Вскоре сеть более мелких территориальных ревкомов покрыла весь полуостров — создавались уездные, районные, волостные и сельские ревкомы. Основными задачами ревкомов провозглашались организация восстановления экономики, «установление революционного порядка» и «искоренение очагов контрреволюции».

### Особые отделы
27 ноября 1920 года работа Крымревкома была структурирована — были образованы разнообразные «отделы», в том числе и «особый отдел Крыма», который, по замыслу его создателей, должен был взять на себя общее руководство репрессиями. На деле же этот отдел самостоятельного значения не приобрёл — его функции исполняли особые отделы армий, вошедших в ходе Перекопско-Чонгарской операции на территорию Крыма — 4-й и 6-й. Приказ № 7 Крымревкома от 18 ноября 1920 года гласил: «…Временно все права и полномочия Особого отдела Крыма предоставляются Особому [отделу] Реввоенсовета 6-й армии. О всех случаях покушения на обыск и арест без ордера Особого отдела Крымревкома (Особого отдела 6-й армии) немедленно сообщать коменданту города и начальнику Особого отдела…». Впрочем, функции особого отдела Крыма особый отдел 6-й армии исполнял недолго — с конца 1920 года они перешли к особому отделу 4-й армии во главе с А. И. Михельсоном.
Направлялась работа особых отделов специально созданной «Крымской ударной группой», о существовании которой советская историография умалчивала. Её начальником 21 ноября 1920 года был назначен заместитель начальника особого отдела Южного и Юго-Западного фронтов Е. Г. Евдокимов. Руководитель Государственного политического управления (ГПУ) УССР В. А. Балицкий, оценивая деятельность этой группы, писал: «ответственная работа выпала особым отделам во время чистки подполья, особенно в Крыму после ликвидации врангелевского фронта. Раскалённым железом выжжены гнёзда контрреволюции, которые оставили белогвардейцы в Крыму».
Кроме особых отделов армий, карательными функциями обладали политотделы. На территории Крыма действовал также особый отдел Морского ведомства. Особые отделы прекратили своё существование по решению КрымЧК 18 апреля 1921 года, передав свои функции последней. Именно особые отделы были главными исполнителями политики красного террора в Крыму, а их деятельность характеризуется бесконтрольностью и произволом.
В начальный период господства в Крыму советской власти борьбу с бело-зелёными повстанцами выполняли экспедиционные отряды особых отделов 4-й армии и Чёрного и Азовского морей. Наряду с собственно боевыми функциями эти отряды занимались разведывательной и агитационной работой, для чего создавались осведомительные сети. Широко практиковалась система заложничества. Для примера, приказом по экспедиционному отряду особого отдела 4-й армии предписывалось «принять за правило следующее: по окружению села или деревни брать заложников от 5 до 10 человек на время операции». На практике эти нормы зачастую сильно превышались.

### Ячейки большевистской партии
Для выполнения указаний Центрального Комитета РКП(б) и Совнаркома в Симферополе сразу же по его занятию Красной армией был создан Крымский областной комитет РКП(б). Его состав был утверждён ЦК РКП(б) 15 ноября 1920 года. Возглавила крымских большевиков специально присланная для этого из Москвы профессиональная революционерка Р. С. Землячка. Кроме неё, в Крымский обком РКП(б) вошли Ю. П. Гавен, Д. И. Ульянов, О. А-Г. Дерен Айерлы и Л. П. Немченко.

### Крымская Чрезвычайная комиссия

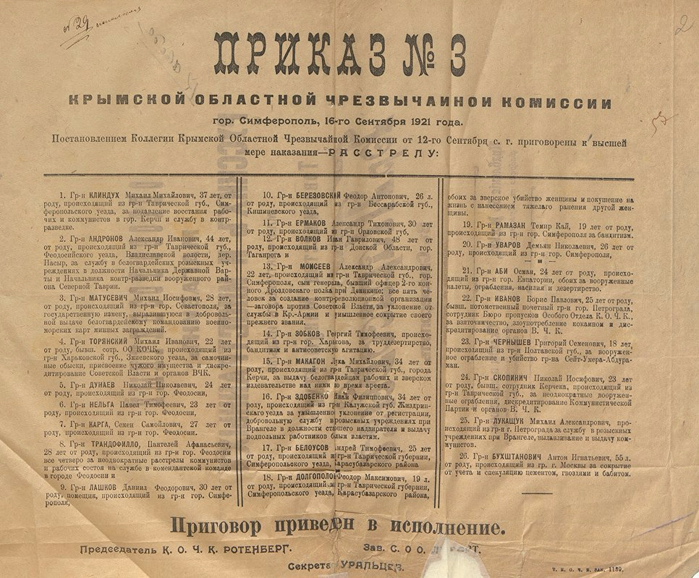
Приказ № 3 Крымского областного ЧК от 12 сентября 1921 года о расстреле 26 человек за подписью А. И. Ротенберга

9 декабря 1920 года была создана Крымская чрезвычайная комиссия (КрымЧК) — территориальное подразделение Всероссийской ЧК. Первым председателем был назначен Каминский, направленный в Крым из Москвы. 21 декабря 1920 года Крымским областным комитетом РКП(б) была утверждена коллегия КрымЧК в составе: председатель — Каминский, секретарь — Протопопов, заведующий секретно-оперативным отделом — Полканов, заведующий административным отделом — Погребной и представитель Ревтрибунала — Курган. Вскоре Каминского сменил С. Ф. Реденс, назначенный полномочным представителем ВЧК на территории Крыма в декабре 1920 года и прибывший на полуостров 19 января 1921 года. Он реорганизовал работу Крымской чрезвычайной комиссии, создав в Симферополе, Севастополе и Керчи самостоятельные городские ЧК (с правом вынесения смертных приговоров), подчиняющиеся непосредственно ему, а в Феодосийском, Ялтинском и Евпаторийском уездах — подчиняющиеся политбюро (с правами ведения следствия). Уполномоченные представители С. Ф. Реденса были направлены в ряд уездов Крыма. Сам Реденс разместился в Симферопольской ЧК, которая 18 апреля 1921 года приняла решение о расформировании особых отделов и о реорганизации Симферопольской ЧК в Крымскую областную ЧК, с особым отделом при ней, взявшую на себя функции общего управления деятельностью карательных органов в Крыму. В сентябре 1921 года вместо ушедшего на повышение Реденса КрымОЧК возглавил прибывший из Белоруссии А. И. Ротенберг[./Красный_террор_в_Крыму#cite_note-_58b1fe5780a17864-51 [51]]. В распоряжении КрымЧК имелись собственные вооружённые силы и части особого назначения.
Крымская ЧК поощряла доносительство — были опубликованы требование ко всем ответственным лицам ежедневно сообщать о прибытии/убытии всех лиц на подконтрольной территории (дома, гостиницы, номера) и обращение «ко всем честным гражданам с призывом исполнить свой гражданский долг» и сообщать в КрымЧК «всякие сведения о скрывающихся белогвардейцах, контрреволюционерах и примазывающихся к Советской власти, пролезших в советские учреждения». На призывы откликнулись — многие крымчане были арестованы, преданы суду ревтрибуналов и особых отделов и казнены именно по доносам соседей, сослуживцев, завистников, сводивших таким образом личные счёты.
Наряду с искоренением «очагов контрреволюции» органы Крымской ЧК сыграли большую роль в борьбе с должностными преступлениями и уголовным бандитизмом. Впрочем, в работе самих органов ЧК были нередки случаи злоупотребления служебным положением, а иногда встречалась откровенная уголовщина. Руководители органов Крымской ЧК даже пытались подчинить себе крымские органы большевистской партии, что влекло за собой конфликты между ними и партийными руководителями. Но бесспорно, что Крымская ЧК являлась главной опорой большевистской власти в Крыму, полностью соответствуя определению «боевой аппарат борьбы с контрреволюцией на внутреннем фронте», данному ЧК ЦК РКП(б).

### Прочие органы, имевшие карательные функции
Кроме упомянутых выше организаций, правом выносить карательные решения обладали революционные трибуналы, части Красной армии, «народная милиция», «рабочие отряды», «отряды сельской самообороны». 1 августа 1921 года революционные трибуналы были сведены в единую структуру, подчиняющуюся Единому революционному трибуналу Крыма в составе четырёх отделений: основного, военного, налогового и выездного. Для борьбы с антисоветским партизанским движением, захлестнувшим Крым в 1921 году, было создано Особое совещание по борьбе с бандитизмом при Крымревкоме, которое координировало антиповстанческие мероприятия различных ведомств.

## Организованная фаза террора
Всем иностранно-подданным, находящимся на территории Крыма, приказывается в 3-дневный срок явиться для регистрации. Лица, не зарегистрировавшиеся в указанный срок, будут рассматриваться как шпионы и преданы суду Ревтрибунала по всем строгостям военного времени.

Все лица, прибывшие на территорию Крыма после ухода Советской власти в июне 1919 года, обязаны явиться для регистрации в 3-дневный срок. Неявившиеся будут рассматриваться как контрреволюционеры и предаваться суду Ревтрибунала по всем законам военного времени.

Все офицеры, чиновники военного времени, солдаты, работники в учреждениях добрармии обязаны явиться для регистрации в 3-дневный срок. Неявившиеся будут рассматриваться как шпионы, подлежащие высшей мере наказания по всем строгостям законов военного времени.

Историки Зарубины посчитали, что лозунг из воззвания Джанкойской организации РКП(б) «Заколотим наглухо гроб уже издыхающей, корчащейся в судорогах буржуазии!» наиболее ёмко и полно характеризовал карательные мероприятия, развёрнутые Крымревкомом.
17 ноября 1920 года Крымревком опубликовал приказ № 4 об обязательной регистрации в трёхдневный срок иностранцев, лиц, прибывших в Крым в периоды отсутствия там советской власти, офицеров, чиновников и солдат армии Врангеля. Были забыты все обещания амнистии. По планам советских властей Крыма, уничтожению подлежали все лица, подпадавшие в указанные категории. Причём советская власть не брала в расчёт, что многие не пожелали эвакуироваться совершенно осознанно, так как были или мобилизованными принудительно (кадровые военные и идейные враги советской власти в основном эвакуировались) и считали, что им ничего поэтому не угрожает, либо поверили обещаниям амнистии и полагали возможным искупить своё нахождение в белом лагере трудом на пользу своей родине. По сообщению С. П. Мельгунова, когда ВЦИК расследовал обстоятельства террора в Крыму, коменданты крымских городов в качестве оправдания предъявляли телеграмму Бела Куна и Землячки, в которой содержался приказ немедленно расстрелять зарегистрированных офицеров и военных чиновников.
25 декабря 1920 года был издан новый приказ Крымревкома № 167. По этому приказу все уездные и городские ревкомы Крыма были обязаны в 10-дневный срок произвести регистрацию всех бывших офицеров и военных чиновников, жандармов, полицейских, государственных служащих, занимавших при прежней власти ответственные посты, духовенства, собственников, чьё имущество исчислялось стоимостью свыше 25 тысяч рублей по ценам мирного времени, всех лиц, прибывших в Крым в периоды с 1 февраля 1918 года до марта 1919-го и с 1 июня 1919 года до падения власти Врангеля. Оба приказа грозили судом «революционного трибунала» и карами, полагавшимися «контрреволюционерам», всем тем, кто на регистрацию не явится.
Масштабы, которые принял террор в Крыму, породили волну протестов местного населения и даже местных советских и большевистских работников. Протесты были усугублены тем, что проводниками террора были присланные в Крым извне руководители. В конце 1920 года произошёл конфликт между Землячкой и Куном, с одной стороны, и местными работниками, которых московские эмиссары обвинили в «мягкотелости» и «недостаточной твёрдости». Землячка требовала удалить из Крыма Ю. П. Гавена, С. Я. Бабахана, И. К. Фирдевса, П. И. Новицкого, Л. П. Немченко, Д. И. Ульянова. Но в результате Москва отозвала Землячку и Куна. На их должности был временно назначен член Реввоенсовета 4-й армии А. М. Лидэ, о котором М. Х. Султан-Галиев оставил такие воспоминания: «Тов. Лидэ — больной психически, сильно утомившийся и нуждающийся в отдыхе работник,… Исследовавшие его недавно врачи утверждают, … что если он не будет лечиться, то через несколько месяцев может сойти с ума. Ясно, что требовать от такого работника умелого руководства… нельзя. Он пошёл по пути т. Самойловой, правда, временами с некоторыми ослаблениями…». 3 марта 1921 года в Крым из Москвы прибыл И. А. Акулов, занявший должности Землячки и Куна и продолживший их политику широкого применения красного террора.
Исследователь Л. М. Абраменко обратил внимание, что в архивных делах репрессированных встречается множество ходатайств о смягчении участи отдельных арестованных со стороны государственных учреждений, общественных организаций, коллективов предприятий, стихийных уличных собраний граждан. Эти ходатайства были приобщены к делам задержанных и сохранились. Но исследователь не нашёл ни одного ответа на поступившие ходатайства. Из этого факта исследователь сделал вывод, что каратели, присланные центральными чекистскими и большевистскими органами для «очистки Крыма от буржуазных элементов и разорения контрреволюционного гнезда», были преисполнены надменностью и тщеславием и считали ниже своего достоинства отвечать на ходатайства крымского населения. На большое количество ходатайств обратила внимание и глава крымских большевиков Р. С. Землячка, которая соответственно проинструктировала партийные ячейки Крыма уже в начале декабря 1920 года: «действия Особых Отделов вызвали массу ходатайств со стороны местных коммунистов… Областкомом указано на недопустимость массовых ходатайств и предложено партийным бюро ни в коем случае не давать своей санкции подобным ходатайствам, а наоборот, оказать действительную помощь Особым Отделам в их работе по окончательному искоренению контрреволюции».
Абраменко обратил внимание ещё на одно процессуальное нововведение крымских расстрельных приговоров, не встречавшееся ранее и явившееся, возможно, практическим ответом на вызовы, с которыми столкнулись советские карательные органы в Крыму, когда им была поставлена задача тотального уничтожения в кратчайшие сроки целых социальных групп населения: упрощение процедуры документального оформления применения репрессий. Приговор оформлялся не на каждого отдельного обвиняемого или на небольшие группы в 10—20 человек (что применялось и раньше), а сразу на 100—200, а то и на 300 человек по одному делу. В списке указывались только фамилия, имя, отчество жертвы, год рождения, социальное происхождение и имущественное положение, воинское звание или должность. Списочные расстрелы стали практическим воплощением в жизнь множества постановлений Политбюро ЦК РКП(б) и СНК о беспощадной и быстрой расправе с «контрреволюционерами» и целевых, конкретных предложений, указаний и требований органам следствия производить расследования, говоря словами Ленина, «…никого не спрашивая и не допуская идиотской волокиты». На практике это означало, что репрессии применялись не индивидуально, в зависимости от тяжести совершённого преступления и личности обвиняемого, а сразу к группе лиц, указанных в списке; задержанные ни разу не допрашивались, им не были предъявлены конкретные обвинения, не говоря о выполнении других обязательных процессуальных требований; обоснованием для применения репрессий явились совершенно новые составы «преступлений», как-то: «казак», «буржуй», «священник», «солдат», «беженец», за которые положено только одно наказание — расстрел. Л. М. Абраменко назвал такую процессуальную систему «противо-правосудием» или «контрправосудием».
Историк Т. Б. Быкова оценила как провокационные ряд вопросов в заполняемых явившимися на регистрацию анкетах: «кто может подтвердить правдивость ваших слов?», «где проживают ваши родственники?», «кто из большевистских властей вас хорошо знает?». По её утверждению, если опрашиваемый был наивен настолько, чтобы правдиво отвечать на эти вопросы, он сам направлял чекистов на тех, кто становился объектом следующих арестов и казней.
Репрессии касались и членов семей приговорённых к расстрелу. 2 января 1921 года на объединённом заседании Крымского обкома РКП(б) и Крымревкома было принято постановление о том, что особые отделы, принимая решение о расстреле арестованного, должны были одновременно с этим издавать постановление о высылке его семьи с территории Крыма. К лету 1921 года из Крыма было выслано не менее 100 000 лиц из числа бывших беженцев. Высылали с территории полуострова членов других социалистических партий (дашнаков, меньшевиков, эсеров).

## Массовые убийства медицинских работников, раненых и работников Красного Креста
Быкова выделяет массовые расправы советских войск и карательных органов с врачами и ветеринарами, медицинским персоналом госпиталей, ранеными и сотрудниками Красного Креста, что являлось грубым нарушением основных человеческих прав и прямо противоречило международным обязательствам, взятым на себя Советской Россией. Ещё 30 мая 1918 года Совет народных комиссаров принял постановление, которое было направлено в Международный комитет Красного Креста, что «Совет Народных Комиссаров Российской Советской Федеративной Социалистической Республики доводит до сведения Международного комитета Красного Креста в Женеве и правительств всех государств, признавших Женевскую конвенцию, что эта конвенция, как в её первоначальной, так и во всех её позднейших редакциях, а также и все другие международные конвенции и соглашения, касающиеся Красного Креста, признанные Россией до октября 1917 года, признаются и будут соблюдаемы Российским Советским правительством…»
Однако документальные данные о массовых убийствах медицинского персонала госпиталей, раненых и больных солдат и офицеров Русской армии, о расстрелах сотрудников общества Красного Креста в Крыму после захвата его большевиками показали, что обязательства Советского правительства о соблюдении правил и требований Женевских конвенций в действительности не соблюдались и, по мнению Абраменко, были обманом и попыткой скрыть террористический характер большевистского режима.

## Места заключения
Огромное количество задержанных после регистрации и арестованных в результате облав и по доносам поставило перед властями задачу срочного создания мест содержания заключённых под стражу. Помимо использования существующих тюрем, была создана разветвлённая система концентрационных лагерей, просуществовавшая, впрочем, очень короткий срок — несколько недель, реже — несколько месяцев, ведь предназначались концентрационные лагеря не для перевоспитания или отбытия наказания, а лишь для весьма кратковременного содержания задержанных, которых вскоре отправляли либо этапом на север, либо на расстрел.
Концлагеря размещали в монастырях, складских помещениях, воинских казармах, в подвалах городских зданий. Иногда под концлагерь отводили даже целые городские кварталы. Условия содержания в некоторых местах заключения были невыносимыми. Редактор газеты «Русские ведомости» В. А. Розенберг так описывал своё пребывание в заключении: «Арестован и попал в подвал. Пробыл 6 дней. Нельзя было лечь. Не кормили совсем. Воду один раз в день. Мужчины и женщины вместе. Передач не допускали. Стреляли холостыми в толпу родственников. Однажды привели столько офицеров, что нельзя было даже стоять, открыли дверь в коридор. Потом пачками стали расстреливать».
Заключённые становились объектами систематических издевательств со стороны тюремщиков, которые подвергали жертв различным унизительным процедурам и даже пыткам. Молодые женщины становились объектами сексуального домогательства; тех же, кто сопротивлялся, наказывали исполнением самых грязных и унизительных работ. Одной из самых страшных нравственных пыток были расстрелы, которые проводили прямо на территории мест заключения. Перед расстрелом заключённых зачастую грабили, отбирая при этом даже исподнее и нательные крестики, и избивали.

## Пропагандистская кампания в поддержку террора
Призывы к проведению террора содержались в официальных документах Ревкомов и РКП(б) Крыма. В первые месяцы советской власти крымские газеты напечатали ряд статей, основной задачей которых было обосновать необходимость проведения и оправдать политику красного террора. 30 ноября 1920 года в газете «Красный Крым» была опубликована статья начальника особого отдела ВЧК 6-й армии Н. М. Быстрых, озаглавленная «По заслугам», в которой он перечислял имена тех, кого отправил на расстрел. 5 декабря 1920 года та же газета напечатала программную статью Н. Марголина «Белый и красный террор», в которой автор писал: 

Беспощадным мечом красного террора мы пройдёмся по всему Крыму и очистим его от всех палачей, эксплуататоров и мучителей рабочего класса. Но мы будем умнее и не повторим ошибок прошлого! Мы были слишком великодушны после октябрьского переворота. Мы, наученные горьким опытом, сейчас не станем великодушничать. В освобождённом Крыму ещё слишком много осталось белогвардейцев … Мы отнимем у них возможность мешать нам строить новую жизнь. Красный террор достигнет цели, потому что он направлен против класса, который обречён на смерть самой судьбой, он ускоряет его гибель, он приближает час его смерти! Мы переходим в наступление!
И в дальнейшем крымские газеты регулярно печатали списки погибших и «отчёты» чекистов о «проделанной работе».

## Террор в крымских городах

### Симферополь
Красная армия вошла в Симферополь 12 ноября 1920 года, когда ещё шла эвакуация Русской армии из крымских портов, а другие города Крыма были под контролем белых. Неразбериха наступления и продолжение боевых действий обусловили то, что в Симферополе первые дни, вплоть до образования действенных советских органов власти, террор носил стихийный, неуправляемый характер. Красноармейцы мародёрствовали, пьянствовали, расстреливали пленных и случайных лиц по своему усмотрению. За первую неделю в Симферополе и округе было расстреляно 1800 человек.
После опубликования 17 ноября 1920 года приказа Крымревкома № 4 террор в Симферополе, как и во всём Крыму, принял организованную форму. Пик расстрелов пришёлся на ноябрь 1920 — март 1921 годов. Расстрелы продолжались до мая 1921 года, а затем сошли на нет к ноябрю того же года. В Симферополе и окру́ге было казнено около 20 000 человек. Для содержания огромного количества задержанных была создана система концлагерей, которые закрывались по мере «расходования» своего контингента. Кроме расстрелов, советская власть активно практиковала и иные виды репрессий — заключение в исправительно-трудовые лагеря и высылку из Крыма.

### Феодосия
Эвакуация Русской армии из Феодосийского порта была самой неудачной в сравнении с иными пунктами крымской эвакуации. Не смог полностью погрузиться на суда даже Кубанский корпус, которому и предписывалось эвакуироваться из Феодосии — были оставлены 1-я Кубанская казачья дивизия и Терско-Астраханская бригада. В городе остались тысячи желавших эвакуироваться: отставшие от своих полков солдаты и офицеры Русской армии, отдельные батареи, роты и команды, тыловые учреждения, госпиталя, забитые ранеными и больными, семьи военнослужащих и чиновников.
Передовые части Красной армии появились в Феодосии поздним вечером 14 ноября 1920 года. Основные силы вошли в город 16 ноября. Расстрелы пленённых военнослужащих Русской армии начались сразу же после этого — в ночь на 17 ноября 1920 года на железнодорожном вокзале Феодосии были расстреляны все находящиеся там раненые офицеры и солдаты команды выздоравливающих Виленского полка, всего около ста человек. Возможно, это была месть попавшему в плен противнику, так как 9-я дивизия красных неоднократно встречалась с Виленским полком на полях Северной Таврии.
По приказу № 4 Крымревкома в городе зарегистрировалось более 4500 человек. Через двое суток после окончания регистрации была объявлена перерегистрация, во время которой всех явившихся немедленно арестовывали и направляли в импровизированные тюрьмы или концлагеря. В результате последующего опроса арестованных делили на две категории — те, кто служил исключительно белым и те, кто в течение Гражданской войны успел послужить обеим противоборствующим сторонам. Первых казнили немедленно, вторых заставляли вступить в Красную армию, а в случае отказа — расстреливали. Согласившихся отправляли в полевые лагеря РККА, где их тоже расстреливали, потому что их было нечем кормить.
В самом начале пребывания красных в городе были расстреляны из пулемётов курские железнодорожные рабочие вместе с семьями, всего около 400 человек, ушедшие из родного города вместе с отступавшими белыми. К концу декабря 1920 года очередь дошла и до собственно жителей Феодосии — Феодосийский ревком принял решение об аресте «буржуазии и спекулянтов». Арестованные по спискам биржи труда, где их обязали зарегистрироваться, эти граждане затем были расстреляны. В это же время шло ограбление населения под видом реквизиций излишков.

### Евпатория
Евпатория была взята 15 ноября 1920 года частями 1-й Конной армии, Латышской и 30-й стрелковой дивизий 6-й армии Южного фронта. События в Евпатории этого времени, в отличие от происходившего в других крымских городах, не освещены в воспоминаниях современников. Единственным источником являются обнаруженные в архивах следственные дела репрессированных. После опубликования приказа № 4 Крымревкома лица из категорий, указанных в приказе, за небольшим исключением, подчинились ему, заполнили анкеты и тут же были арестованы. На тех же, кто не явился на регистрацию, в городе были устроены облавы. Массовые расстрелы арестованных начались через несколько дней.
В Евпатории репрессии коснулись как «классовых врагов», включая отставных офицеров Русской императорской армии, офицеров белых армий, священников, дворянства и чиновничества бывшей Российской империи, так и социальных слоёв, во имя которых и совершалась социалистическая революция — пролетариата и крестьянства, работников органов советской власти, медперсонала советских госпиталей, как пришлого элемента, так и коренных жителей Евпатории. Массовые казни завершились к концу зимы 1921 года, после чего основными мерами наказания стали высылка из пределов Крыма и заключение в концентрационные лагеря.

### Севастополь
15 ноября 1920 года в Севастополь вошли части 51-й стрелковой дивизии под командованием В. К. Блюхера и 1-й Конной армии С. М. Будённого. Массовые аресты и казни начались на следующий день — 16 ноября и продолжались длительное время. Приморский и Исторический бульвары, Нахимовский проспект, Большая Морская и Екатерининская улицы были увешаны трупами. Вешали на фонарях, на столбах, на деревьях и даже на памятниках. Офицеров вешали в форме и при погонах. Штатских вешали полураздетыми.
После опубликования 17 ноября 1920 года приказа № 4 в указанные в нём сроки в Севастополе зарегистрировалось около трёх тысяч офицеров, которые были в основном казнены. Незарегистрировавшихся ловили во время облав и тоже приговаривали к расстрелу. Для содержания большой массы людей были созданы концентрационные лагеря, один прямо в центре города — в целом оцепленном городском квартале. Расстрелы проводили на Английском, Французском и Городском кладбищах и за городом — в усадьбе «Максимова дача» и в Херсонесе, неподалёку от башни Зенона.
Репрессии коснулись не только «социально чуждых», но и представителей пролетариата — около 500 севастопольских портовых рабочих было казнено за то, что они обеспечивали погрузку на корабли во время эвакуации белых. По разным оценкам, в Севастополе было казнено от 12 000 до 29 000 человек.

### Керчь
В Керчи расстрелы производились, как правило, на окраине города, в укромных местах. Кроме того, в Керчи, как писал С. П. Мельгунов, чекисты иногда вывозили приговорённых к смерти в море и топили их там, называя эту операцию по истреблению людей «десантом на Кубань».

### Ялта
Ялта стала последним городом Крыма, куда вошла Красная армия. По приказу № 4 в Ялте зарегистрировалось около семи тысяч офицеров. По данным, основанным на советских источниках, в Ялте было казнено около пяти тысяч человек. Расположение в Ялте и округе большого количества лазаретов и санаториев с ранеными и выздоравливавшими солдатами и офицерами Русской армии обусловило то, что значительная доля казнённых в Ялте пришлась на медицинских работников госпиталей, работников Красного Креста, больных и раненых. Это стало одной из самых чёрных страниц крымского красного террора[уточнить].

## Сворачивание политики террора
Проведение массового террора вызвало возмущение у ряда местных руководящих советских работников уже в декабре 1920 года, и они попытались умерить пыл московских посланцев. В частности, 14 декабря 1920 года Ю. П. Гавен писал члену ЦК РКП(б) Н. Н. Крестинскому: «Т. Бела Кун, один из тех работников, который нуждается в сдерживающем центре… Здесь он превратился в гения массового террора. Я лично тоже стою за проведение массового террора в Крыму, чтобы очистить полуостров от белогвардейщины. Но у нас от красного террора гибнут не только много случайного элемента, но и люди, оказывающие всяческую поддержку нашим подпольным работникам, спасавшим их от петли». В январе 1921 года Б. Кун и Р. С. Землячка были отозваны, но назначенные на их должности другие московские представители продолжили политику красного террора, пусть и с некоторыми послаблениями.
Историк Т. Б. Быкова полагала, что большевик М. Х. Султан-Галиев внёс важный вклад в остановку красного террора в Крыму. В марте 1921 года, желая удалить национального татарского лидера из Москвы на время проведения X съезда РКП(б), чтобы помешать ему встретиться с другими лидерами мусульманских регионов Советской России, прибывавшими на съезд, он был послан в Крым для налаживания большевистской и национальной работы. Проведя полтора месяца в Крыму, Султан-Галиев смог разобраться в обстановке, наладить работу татарского бюро Крымского обкома РКП(б) и подготовить правдивый доклад «О положении в Крыму», в котором, в частности, писал: 

Первой и очень крупной ошибкой в этом отношении явилось слишком широкое применение в Крыму красного террора. По отзывам самих крымских работников, число расстрелянных врангелевских офицеров достигает во всём Крыму от 20 до 25 тысяч. Указывают, что в одном лишь Симферополе расстреляно до 12 000. Народная молва превозносит эту цифру для всего Крыма до 70 000…
Самое скверное, что было в этом терроре, так это то, что среди расстрелянных попадало очень много рабочих элементов и лиц, отставших от Врангеля с искренним и твёрдым решением честно служить Советской власти. Особенно большую неразборчивость в этом отношении проявили чрезвычайные органы на местах. Почти нет семейства, где бы кто-нибудь не пострадал от этих расстрелов: у того расстрелян отец, у этого брат, у третьего сын и т. д.
Но что особенно обращает на себя в этих расстрелах, так это то, что расстрелы проводились не в одиночку, а целыми партиями, по нескольку десятков человек вместе. Расстреливаемых раздевали донага и выстраивали перед вооружёнными отрядами. Указывают, что при такой «системе» расстрелов некоторым из осуждённых удавалось бежать в горы. Ясно, что появление их в голом виде почти в сумасшедшем состоянии в деревнях производило самое отрицательное впечатление на крестьян. Они их прятали у себя, кормили и направляли дальше в горы…
Такой бесшабашный и жестокий террор оставил неизгладимо тяжёлую реакцию в сознании крымского населения. У всех чувствуется какой-то сильный, чисто животный страх перед советскими работниками, какое-то недоверие и глубоко скрытая злоба…

На маленькой территории Крыма существует 3 органа по борьбе с контрреволюцией: особый отдел 4-й армии, Крым. ЧК и особый отдел морского ведомства (вместо бывшей морской царской охранки), действующий на протяжении 50 вёрст береговой полосы. Помимо них, на местах существуют ещё уездные политотделы, которые ведут параллельную работу в этой же области. Никакого разграничения их компетенций на деле не существует. Каждый действует по своему усмотрению…— Султан-Галиев М. О положении в Крыму. Докладная записка (14/IV-21 г. г. Москва). Архивировано из оригинала 11 октября 2013 года.
Доклад Султан-Галиева имел в Москве эффект разорвавшейся бомбы. Особенностью доклада было то, что в нарушение негласной партийной этики были названы конкретные факты и фамилии. В мае 1921 года, сразу же после доклада, в Крым была направлена специальная комиссия ЦК РКП(б) и Совета народных комиссаров, которая согласилась с выводами Султан-Галиева. Член этой комиссии, посланец наркомата по делам национальностей З. Х. Булушев 12 мая 1921 года писал из Крыма Сталину: «…Вся крымская власть — назначенцы, ничего общего не имеющие с местным населением… Крестьяне видят в советской власти ещё большего эксплуататора, чем царизм».
Чрезмерность проводимого в Крыму террора признавал Ф. Э. Дзержинский. Постепенно угасая, режим красного террора на территории Крыма просуществовал до ноября 1921 года (по мнению историка А. В. Ишина — до 1922 года). При этом сами чекисты признавали, что процесс тотального истребления «классовых врагов», начатый советской властью в ноябре 1920 года, не был доведён до конца. Об этом говорят данные годового отчёта КрымЧК за 1921 год, в котором чекисты с горечью отмечали, что «чрезвычайная чистка ОО Ч-А и Крым.ЧК не могли с корнем вырвать „бывших“. Они рассосались в советах, хозяйственных учреждениях…». Тем самым сотрудники карательных органов ясно давали понять, что массовые репрессии против «бывших» будут продолжены и в дальнейшем.
Вслед за террором в Крым пришёл голод. Голод в Крыму продолжался с осени 1921 года, то затихая, то вспыхивая с новой силой, до весны 1923 года. За это время в Крыму от голода умерло около 100 000 человек, или 15 % от общего крымского населения 1921 года. Основной массой умерших было наиболее уязвимое бедное сельское население, крымско-татарское по своему национальному составу, — крымских татар погибло около 76 000.

## Оценки общего числа жертв
Точное число жертв учёту не поддаётся, но, по мнению крымского историка В.П. Петрова, составляло не менее 20 тысяч (доказуемое число). Историк И. С. Ратьковский считал, что общее количество расстрелянных в Крыму составило около 12 000 человек. Максимальное число жертв террора оценивалось в 120 000 человек, минимальное — в 15 000  . Впрочем, в 2008 году крымский историк В. Г. Зарубин оценил число в 120 000 жертв как нереально большое и обращал внимание на то, что столь массовые (в десятки тысяч тел) захоронения того периода на территории Крыма на 2008 год обнаружены не были.
По официальным советским данным , в 1920—1921 годах в Симферополе было расстреляно около 20 тысяч человек, в Севастополе — около 12 тысяч, в Феодосии — около 8 тысяч, в Керчи — около 8 тысяч, в Ялте — 4—5 тысяч, всего в Крыму — до 52 тысяч человек. Историк А. В. Ганин пишет, что цифра в 52–53 тысячи расстрелянных фигурировала «в эмиграции со ссылкой на якобы официальные советские данные. Эти цифры представляются существенно завышенными, хотя порой встречаются даже в работах серьёзных исследователей» . По оценкам М. А. Волошина, террор 1920—1921 годов пережил только один из трёх крымских интеллигентов.
Историк С. В. Волков привёл такие расчёты:
- при Русской армии Врангеля насчитывалось до 300 000 военнослужащих и служащих по гражданским ведомствам, в том числе до 50 000 офицеров;
- было эвакуировано до 70 000 военнослужащих и служащих, из них примерно 30 000 офицеров;
- согласно утверждённым крымскими властями установкам, уничтожению подлежали все офицеры и чиновники военного ведомства, а также солдаты «цветных частей»;
- согласно данным из советских источников, было казнено 52 000 человек;
- эта цифра вполне согласуется с количеством лиц Русской армии, которые не смогли или не пожелали эвакуироваться и были отнесены к категории, подлежащей уничтожению.

При этом историк обращает внимание на то, что свидетели происшедшего были настолько впечатлены размахом убийств, что указывали цифры казнённых в 120 000 или даже в 150 000 человек.
О накале насилия, творившегося в Крыму в годы Гражданской войны, можно судить по тому факту, что численность городского населения Крыма в 1921 году уменьшилась на 106 тысяч человек по сравнению с 1917 годом. Данные о количестве сельского населения отсутствуют, но оно также существенно сократилось: известно, что население многих сёл исчезло полностью.

### Сравнение с «белым террором»
В советской историографии господствовала точка зрения, что в Крыму был разгул «белого террора», что большевики были вынуждены отвечать на «белый террор» террором красным и что при этом ответ большевиков был пропорциональным. Однако, по подсчётам крымских исследователей, изучавших документы, хранящиеся в Государственном архиве Республики Крым, за время нахождения белых у власти в Крыму было арестовано 1428 человек (из них по партийной принадлежности: 289 большевиков, 7 представителей других социалистических партий; по социальному происхождению: рабочих 135, крестьян — 32), из которых расстрелян был 281. Даже если допустить, что это неполные данные, то всё равно количество жертв «белого террора» не идёт ни в какое сравнение с количеством казнённых во времена террора красного.

## Общие оценки
«Брали на мушку», «ставили к стенке»,

«Списывали в расход» —

Так изменялись из года в год

Речи и быта оттенки.

«Хлопнуть», «угробить», «отправить на шлёпку»,

«К Духонину в штаб», «разменять» —

Проще и хлеще нельзя передать

Нашу кровавую трёпку.

Правду выпытывали из-под ногтей,

В шею вставляли фугасы,

«Шили погоны», «кроили лампасы»,

«Делали однорогих чертей».

Сколько понадобилось лжи

В эти проклятые годы,

Чтоб разъярить и поднять на ножи

Армии, классы, народы.

Всем нам стоять на последней черте,

Всем нам валяться на вшивой подстилке,

Всем быть распластанным с пулей в затылке

И со штыком в животе.
Максимилиан Волошин
29 апреля 1921 года
Симферополь
Ещё на этапе вооружённой борьбы пообещав сдающемуся противнику амнистию, а после овладения Крымом фактически подтвердив это обещание условиями регистрации по приказу Крымревкома № 4, советская власть массово казнила сдавшихся в плен военнослужащих Русской армии и причисленных к «классовым врагам» гражданских лиц: их расстреливали, прилюдно вешали, топили в море, раненых убивали прямо в госпиталях. В ряде случаев жертвы подвергались пыткам. Крым стали именовать «всероссийским кладбищем». Органы ВЧК в Крыму широко использовали систему заложничества.
Проводимая советской властью в Крыму политика террора, сопутствовавшие ей многочисленные злоупотребления и произвол накалили обстановку на полуострове, сеяли страх, недоверие или неприятие власти большевиков у значительной части населения, стали одной из главных причин развёртывания широкого антисоветского повстанческого движения. Избежавшие репрессий бывшие военнослужащие Русской армии, а также представители социальных групп, против которых был направлен террор, невзирая на приближающиеся холода, массово бежали в горы и вливались в повстанческие отряды, общая численность которых зимой 1920/21 года составляла приблизительно 8—10 тысяч человек.
В советских исследованиях эти события в основном не находили освещения. В коллективном труде французских историков «Чёрная книга коммунизма» эти события названы «…самыми массовыми убийствами за всё время гражданской войны». В постсоветское время ряд историков России и Украины писали, что руководители Советской России не только полностью поддерживали политику тотального уничтожения классовых врагов на полуострове, но и в значительной степени являлись её организаторами, хотя центральные власти перекладывали вину за «апокалипсические», по характеристике историков Зарубиных, масштабы крымского террора 1920—1921 годов на местных исполнителей.

## Память
До начала XXI века на территории Крыма не было ни одного памятника или памятного знака, связанного с красным террором. Но в 2000-х годах ситуация начала меняться.
В Севастополе на территории государственного заказника «Максимова дача», где зимой 1920/21 года совершались массовые расстрелы, ещё в 1995 году был установлен закладной камень на месте, где планировалось воздвигнуть памятник жертвам Гражданской войны. В 2010 году на этом же месте был установлен «крест примирения».

В Центральном парке Симферополя закладной камень на месте, где планируется установить памятник жертвам красного террора, был установлен в октябре 2007 года.

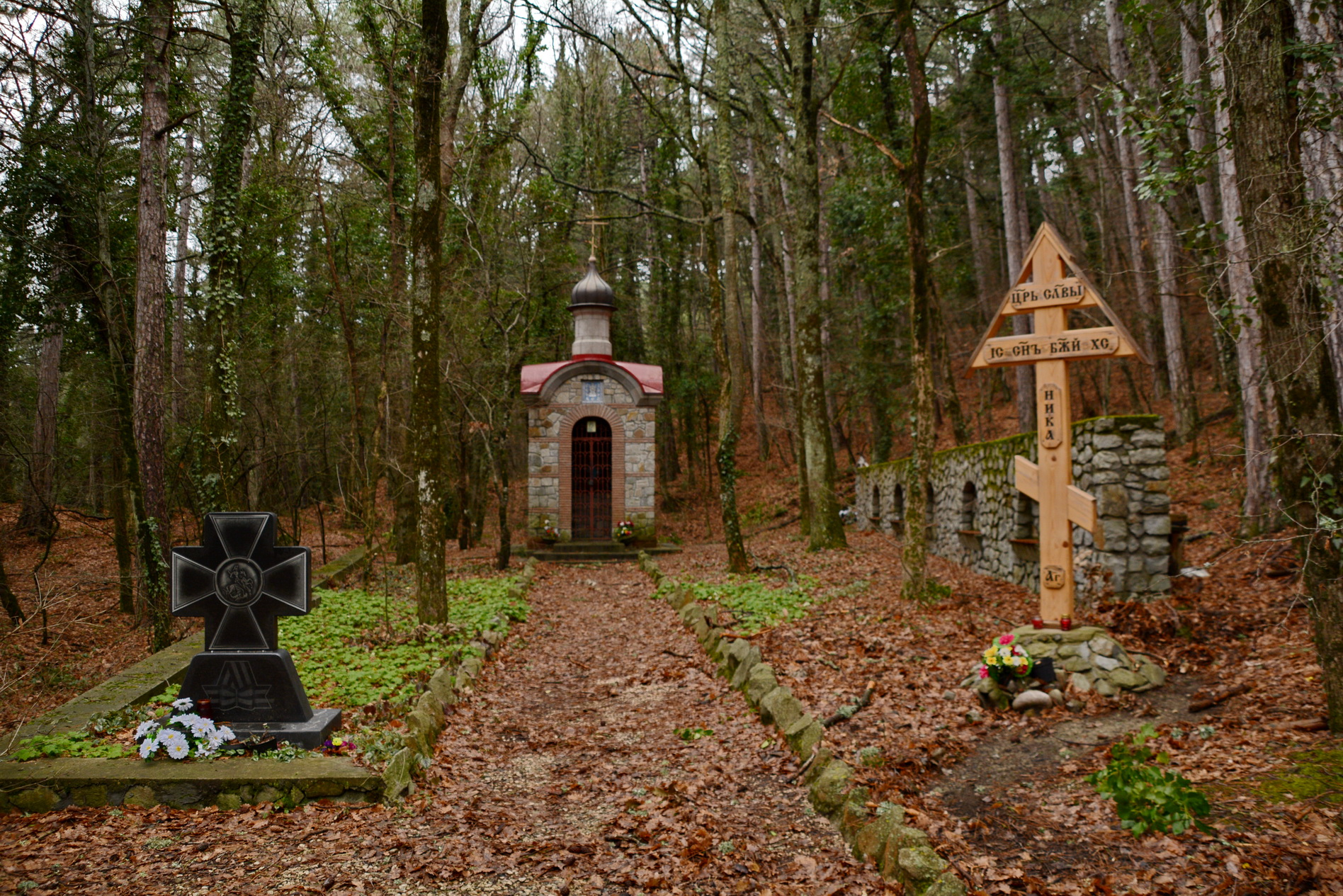
Часовня во имя иконы Знамения Пресвятыя Богородицы Курско-Коренной в Багреевке (Ялта) в память убитых
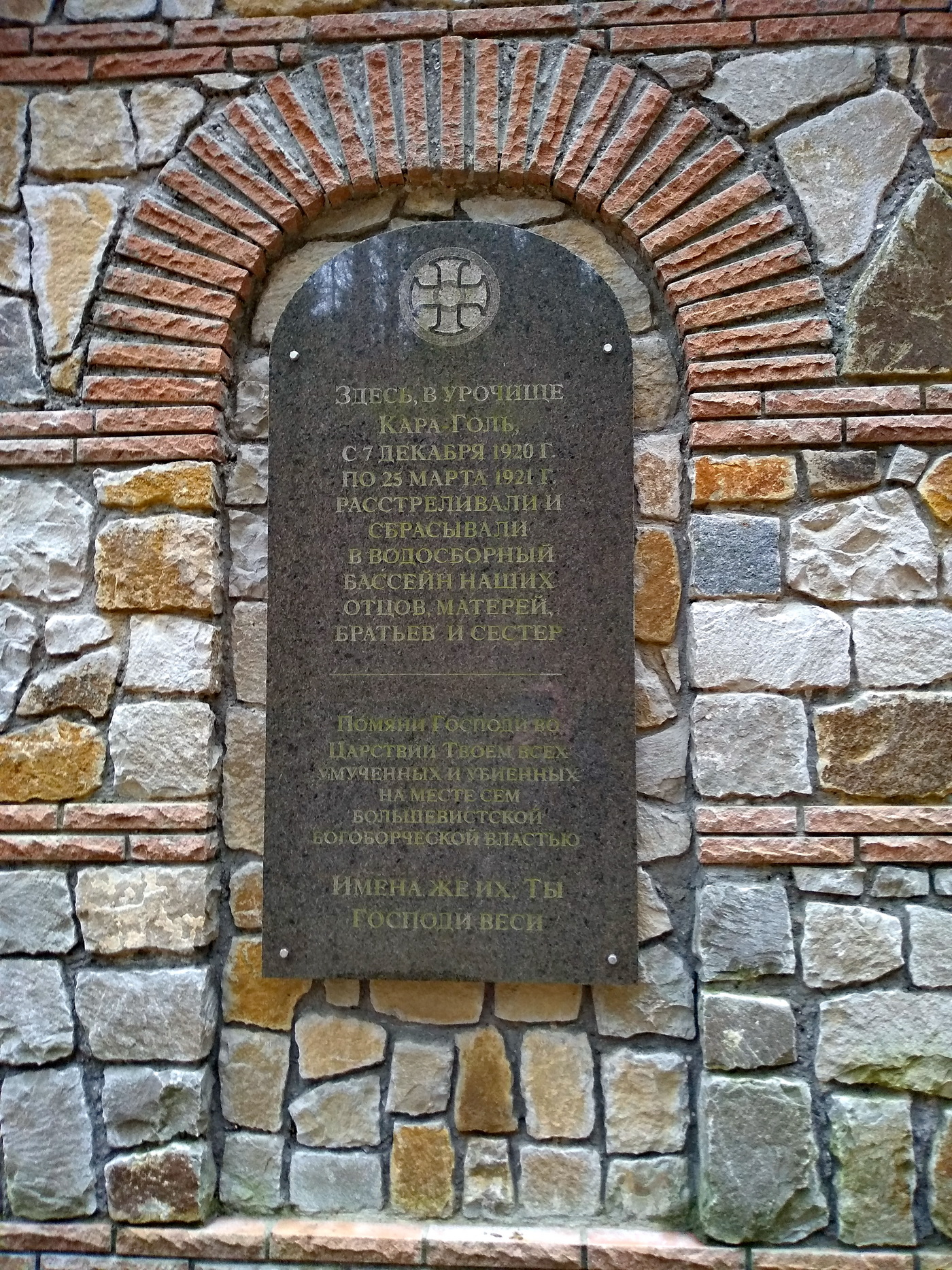
Памятная табличка
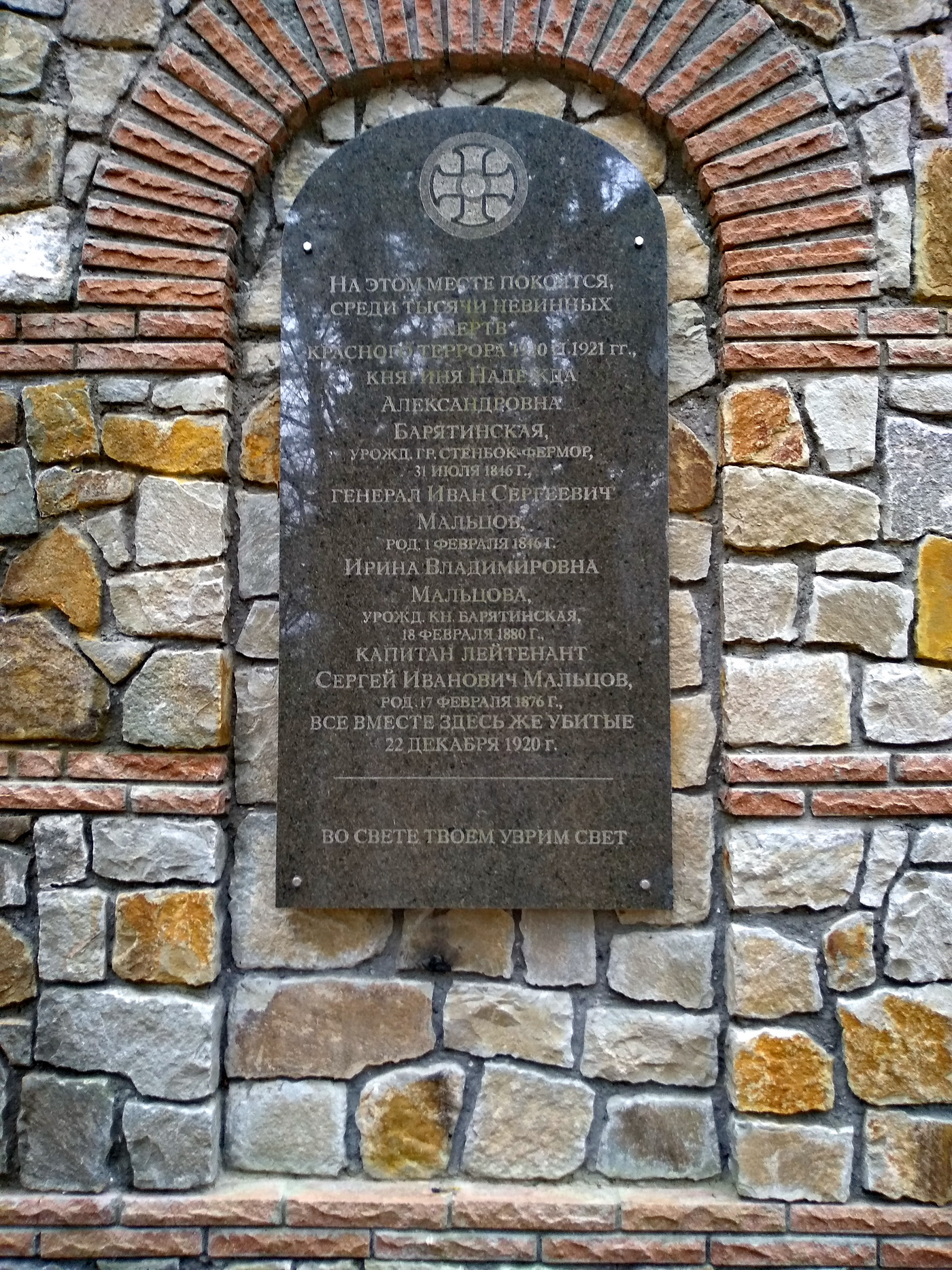
Имена жертв
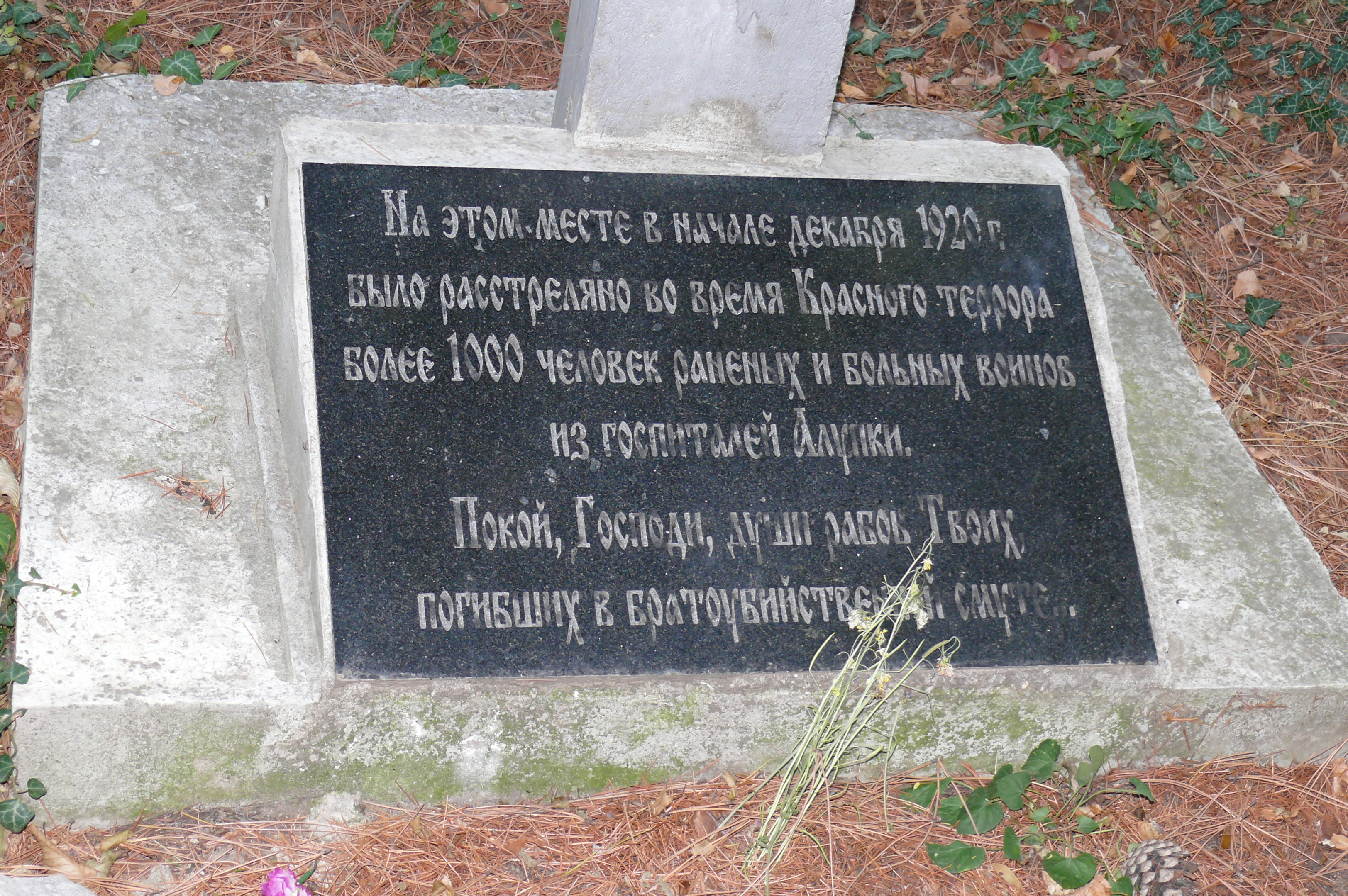
Памятная табличка на Поклонном кресте на Еврейской тропе (Алупка)
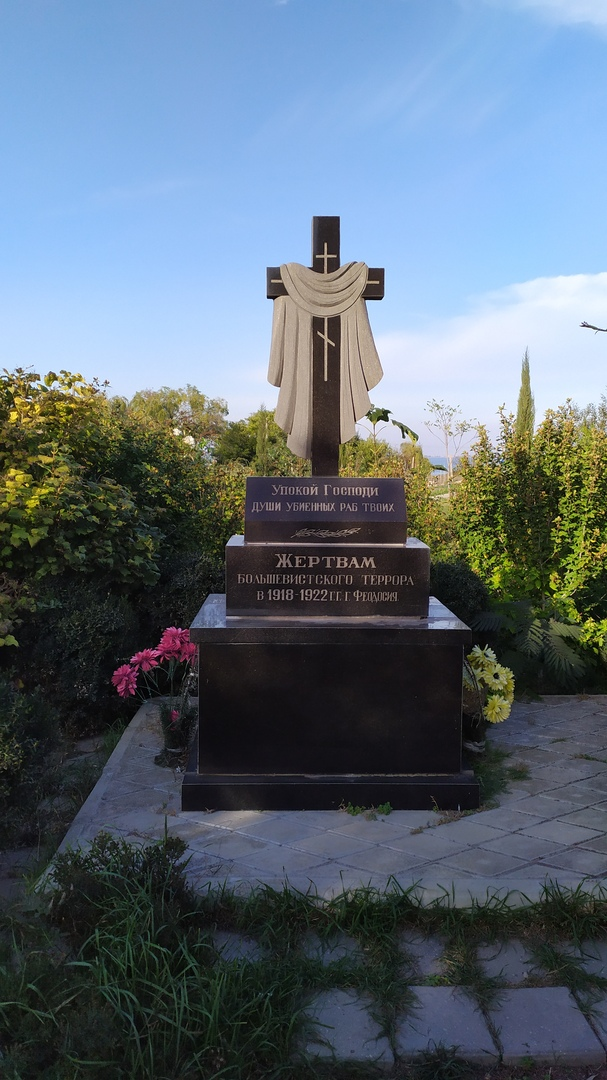
Мемориал Жертвам большевистского террора в Феодосии на территории Храма Иверской иконы Божьей Матери

В Феодосии памятный крест жертвам красного террора был установлен 2 мая 2005 года на берегу Чёрного моря рядом с древней церковью Иверской иконы Божией Матери.
В окрестностях Ялты, в селе Багреевка, в урочище Караголь в 2006 году была сооружена часовня во имя иконы Знамения Пресвятыя Богородицы Курско-Коренной в память казнённых на этом месте зимой 1920/21 года.

## В культуре
Собирались на работу ночью. Читали

			Донесенья, справки, дела.

Торопливо подписывали приговоры.

			Зевали. Пили вино.

С утра раздавали солдатам водку.

			Вечером при свече

Выкликали по спискам мужчин, женщин.

			Сгоняли на тёмный двор.

Снимали с них обувь, бельё, платье.

			Связывали в тюки.

Грузили на подводу. Увозили.

			Делили кольца, часы.

Ночью гнали разутых, голых

			По оледенелым камням,

Под северо-восточным ветром

			За город в пустыри.

Загоняли прикладами на край обрыва.

			Освещали ручным фонарём.

Полминуты работали пулемёты.

			Доканчивали штыком.

Ещё недобитых валили в яму.

			Торопливо засыпали землёй.

А потом с широкою русскою песней

			Возвращались в город домой.

А к рассвету пробирались к тем же оврагам

			Жёны, матери, псы.

Разрывали землю. Грызлись за кости.

			Целовали милую плоть.
Максимилиан Волошин
26 апреля 1921 года
Симферополь

### В советской литературе
Исследователь новейшей истории Крыма Д. В. Соколов выделял два произведения советской литературы, в которых были правдиво (что, по мнению Соколова, требовало от писателей не только знания событий и наличия таланта, но и гражданского мужества) описаны события, связанные с крымским террором: рассказ С. Н. Сергеева-Ценского «Линия убийцы» (1922 год) и роман В. В. Вересаева «В тупике» (1923 год). Оба автора проживали в Крыму в годы гражданской войны и их произведения во многом автобиографичны.
Кровавые события в Крыму описывались советскими писателями и позднее. Так, в 1987 году вышел роман А. И. Домбровского «Красная Таврида» о революции и гражданской войне в Крыму. Однако в произведениях на тему революционного Крыма, ввиду установок коммунистической партии, описание террора оттеснено на задний план.
«Линия убийцы»
Рассказ, датированный 1922 годом, был единожды опубликован в начале 1920-х годов и только в 1996 году вторично напечатан журналом «Крымский архив». Автор С. Н. Сергеев-Ценский был свидетелем развернувшихся в 1920—1921 годах на полуострове событий. Тема террора описана прямо и со знанием реальных обстоятельств: 

Как цитадель белогвардейщины, весь Крым был объявлен «вне закона». Всюду понаехали чрезвычайки, арестовывая и «выводя в расход» остатки буржуазии или попросту интеллигенции, застрявшей в Крыму. Но за каждое неосторожное слово арестовывали и сажали надолго в «подвал» и рабочих, иногда же их выводили на расстрел вместе с представителями высших классов и остатками офицерства, поверившего в амнистию и явившегося на регистрацию. Люди так были запуганы, наконец, бесчисленными «нельзя» и ни одним «можно», что перестали уж показываться на улицах, и улицы стали пустынны. Отцы стали бояться собственных детей, знакомые — хороших знакомых, друзья — друзей. …деньги были объявлены буржуазным предрассудком, точно так же, как и все вообще удобства жизни. Однако чекисты щеголяли в бобровых шубах и шапках и имели весьма упитанный вид. Они заказывали себе бифштексы, и для этого отбирались у населения и вырезались иногда за три дня до отёла редкостные породистые коровы.
«В тупике»
События романа (вторая попытка «советизации» Крыма, предпринятая весной-летом 1919 года) показаны глазами главного героя произведения земского врача Ивана Сарганова, оказавшегося в Крыму вместе со своей семьёй в попытках спастись от советской власти. Там он и пытается, под защитой белых, переждать революционное лихолетье. Однако весной 1919 года красные прорвали фронт и на полуострове вновь установилась советская власть. На страницах романа запечатлены попытки «государственного строительства» советской страны, осуществлявшиеся красными властями в тот период: реквизиции, национализация, продразвёрстка, массовые мобилизации. В романе много описаний хамского поведения руководящих советских работников, обысков (под видом которых шёл беззастенчивый и неприкрытый грабёж), арестов, контрибуций. В уста своих героев автор вложил жестокие оценки деятельности крымских советских властей.
Принципиальность и честность в описании жизни Крыма сделали роман «В тупике» исключительно важным событием не только в художественной литературе — роман ценен своей фактической точностью и может служить пособием по изучению событий и атмосферы того времени. Книга была высоко оценена бывшим председателем ВЧК Феликсом Дзержинским, благодаря чему публикация романа стала возможной. При этом каждое последующее издание книги сопровождалось серьёзными трудностями и требовало поддержки покровителей. Последнее прижизненное издание романа вышло в 1931 году.

### В эмигрантской и зарубежной литературе
Пожалуй, самыми известными произведениями о трагических событиях крымского террора стали роман-эпопея И. С. Шмелёва «Солнце мёртвых» и стихотворный цикл поэта М. А. Волошина «Усобица: Стихи о революции» и «Стихи о терроре», изданные на Западе. Критик А. В. Амфитеатров писал о «Солнце мёртвых», что «более страшной книги не написано на русском языке…».
Первый роман современного классика американской литературы Айн Рэнд с российскими корнями — «Мы живые» — во многом автобиографичен. Писательница делится с читателями своим опытом жизни в советской стране, значительная часть которого была приобретена в Евпатории, где семья Алисы Розенбаум оказалась, спасаясь от советской власти, и где прожила в течение 1919—1921 годов. Алиса стала свидетельницей установления в Евпатории советской власти в конце 1920 года, что сформировало её мировоззрение и послужило толчком к началу творчества.

### В кинематографе
События описываемого периода запечатлены в кинокартинах: «В Крыму не всегда лето» (1987 год), «Адмиралъ» (2008 год), «Солнечный удар» (2014 год).

### В прессе
Газета «Уральский рабочий», 12 января 1921, № 7
«Рабочие из врангелевской армии.
Постановлением главного комитета по трудовой повинности на Урал направляются 10 300 человек рабочих из числа военнопленных бывш. врангелевской армии.
Все рабочие поступают в распоряжение уральского комитета по трудовой повинности и распределяются по хозяйственным учреждениям следующим образом:»
(Далее идёт список из 33 уральских заводов и предприятий, на которые распределяются военнопленные с указанием количества работников; больше всего на Кушвинский завод — 1129 чел. и на Пермские железные дороги — 1311 чел.)

## Комментарии
1. ↑  Историк И. С. Ратьковский писал, что такое большое число жертв (впрочем, как и оценка в 50 тыс. жертв) — не более, чем миф (Ратьковский И. С. «Красный террор» С. П. Мельгунова // Проблемы исторического регионоведения: Сборник научных трудов. — СПб.: Издательский дом Санкт-Петербургского университета, 2012. — Т. 3. — С. 365—372. — ISBN 978-5-98620-052-1)
2. ↑  И. С. Ратьковский писал, что впервые об «официальных советских данных» сообщил в своей работе «Красный террор в России» историк С. П. Мельгунов, опиравшийся при этом на недостоверные свидетельства. Мельгунов, по версии Ратьковского, почерпнул эти сведения из показаний на процессе Конради писателя И. С. Шмелёва, который, в свою очередь, узнал об этих данных от доктора Шипина, заключённого с сыном Шмелёва "в Феодосии, в подвале Чеки, и потом выпущенного, служившего у большевиков и бежавшего за границу". По Мельгунову, эти «официальные данные» сообщают о 56 000 жертв. Сам Ратьковский считал «показания шмелёвских врачей» сомнительными и называл эти данные «псевдоофициальными» (Ратьковский И. С. «Красный террор» С. П. Мельгунова // Проблемы исторического регионоведения: Сборник научных трудов. — СПб.: Издательский дом Санкт-Петербургского университета, 2012. — Т. 3. — С. 365—372. — ISBN 978-5-98620-052-1).

### Мемуары и документы
- Красный террор в годы гражданской войны. По материалам Особой следственной комиссии по расследованию злодеяний большевиков / Под ред. докторов ист. наук Ю. Г. Фельштинского и Г. И. Чернявского. — М.: Терра—Книжный клуб, 2004. — 512 с.
- Раздел 2. В Крыму // Красный террор глазами очевидцев / Составитель, предисл. и комм. д. и. н. С. В. Волкова. — М.: Айрис-пресс, 2009. — С. 173—236. — 448 с. — (Белая Россия). — 3000 экз. — ISBN 978-5-8112-3530-8.
- Севастополь: Хроника революций и гражданской войны 1917—1920 гг / Ред. В. В. Крестьянников. — Севастополь, 2005. — 294 с.

### Исследования
- Абраменко Л. М. Последняя обитель. Крым, 1920—1921 годы. — Киев: МАУП, 2005. — 480 с. — ISBN 966-608-424-4.
- Бобков А. А. Красный террор в Крыму. 1920–1921 годы // Белая Россия: опыт исторической ретроспекции. Мат-лы межд. науч. конф. в Севастополе. (Библиотека россиеведения. Выпуск 7) : Сб / Отв. ред. А. В. Терещук. — СПб.: Посев, 2002. — ISBN 5-85824-140-9.
- Быкова Т. Б. Масовий терор у період утвердження радянської влади в Криму (1918–1921 рр.) (укр.) // З архівів ВУЧК-ГПУ-НКВД-КГБ : журнал. — Киев, 2001. — Т. 2 (17). — С. 437—464.
- Быкова Т. Б. 7. Красный террор в Крыму // Политический террор и терроризм на Украине XIX—XX стол.: Исторические наброски = Політичний терор і тероризм в Україні XIX—XX ст.: Історичні нариси / Отв. ред. В. А. Смолий; НАН України; Інститут історії України. — Киев: Наукова думка, 2002. — С. 191—206. — 952 с. — ISBN 777-02-3348-9.
- Быкова Т. Б. 4.1. Красный террор // Создание Крымской АССР (1917—1921 гг.) = Створення Кримської АСРР (1917—1921 рр.) / Ред. С. В. Кульчицкий. — Киев: Институт истории Украины НАНУ, 2011. — 247 с. — 300 экз. — ISBN 978-966-02-5992-8.
- Елизаров М. А. Матросские массы в 1917—1921 гг.: от левого экстремизма к демократизму. — СПб.: СПб ВМИ, 2004. — 282 с.
- Елизаров М. А. Левый экстремизм на флоте в период революции 1917 года и гражданской войны: февраль 1917 — март 1921 гг / Дисс. докт. ист. наук. Специальность 07.00.02. — Отеч. история. — СПб., 2007. — 578 с.
- Зарубин А. Г., Зарубин В. Г. Без победителей. Из истории Гражданской войны в Крыму. — Симферополь: Антиква, 2008. — 728 с. — 800 экз. — ISBN 978-966-2930-47-4.
- Зарубин В. Г. Проект «Украина». Крым в годы смуты (1917–1921 гг.). — 1-е. — Харьков: Фолио, 2013. — 379 с. — (Проект Украина). — 1200 экз. — ISBN 978-966-03-6091-4.
- Ишин А. В.. Трагические страницы «третьего большевизма» — начало. Информационно-аналитическая газета «Крымское эхо» (10 декабря 2012). Дата обращения: 22 января 2013. Архивировано из оригинала 4 февраля 2013 года.

продолжение 1 (17 декабря 2012). Дата обращения: 22 января 2013. Архивировано из оригинала 4 февраля 2013 года.
продолжение 2 (25 декабря 2012). Дата обращения: 22 января 2013. Архивировано из оригинала 4 февраля 2013 года.
- Мельгунов С.П. [lib.ru/POLITOLOG/MELGUNOW/terror.txt Красный террор в России]. — 2-е изд. — New York: Brandy, 1979. — 204 с. — ISBN 0-935874-00-3.
- Соколов Д. В. Карающая рука пролетариата. Деятельность органов ЧК в Крыму в 1920—1921 гг // Белая гвардия : альманах  / Гл. ред. В. Ж. Цветков. — М.: Посев, 2008. — Т. 10. — С. 244—247. — ISSN 0234-680X.
- Соколов Д. В. Очерки по истории политических репрессий в Крыму (1917—1941 гг.): сб. ст. — Севастополь: Телескоп, 2009. — 59 с. — ISBN 9661539065.
- Соколов Д. В. Ревкомы Крыма как средство осуществления политики массового террора // Белая гвардия : альманах  / Гл. ред. В. Ж. Цветков. — М.: Посев, 2008. — Т. 10. — С. 242—244. — ISSN 0234-680X.

### Художественная литература
- Шмелёв И. С. Солнце мёртвых. — Даръ, 2008. — 384 с. — (Русская культура). — ISBN 978-5-485-00156-8.